# Pachnobia aequaeva
Pachnobia aequaeva är en fjärilsart som beskrevs av Benjamin 1934. Pachnobia aequaeva ingår i släktet Pachnobia och familjen nattflyn. Inga underarter finns listade i Catalogue of Life.